# Писковиці
Писковиці (пол. Pyskowice, нім. Peiskretscham — Пайскречам) — місто в південній Польщі. Розташоване у Верхньосілезькому промисловому районі.
Належить до Гливицького повіту Сілезького воєводства.

## Демографія
Демографічна структура станом на 31 березня 2011 року:
|          | Загалом | Допрацездатний вік | Працездатний вік | Постпрацездатний вік |
| -------- | ------- | ------------------ | ---------------- | -------------------- |
| Чоловіки | 9014    | 1529               | 6386             | 1099                 |
| Жінки    | 9756    | 1488               | 6018             | 2250                 |
| Разом    | 18770   | 3017               | 12404            | 3349                 |

## Міста-побратими
- Флерсгайм-ам-Майн, Німеччина (2005)[3]
- Шептицький, Україна (2019)